# German Open (WTA Tour)
German Open – kobiecy turniej tenisowy kategorii WTA 500 zaliczany do cyklu WTA Tour, rozgrywany na kortach trawiastych w Berlinie.
Profesjonalny turniej tenisowy był rozgrywany na nawierzchni ceglanej najpierw w Hamburgu (w latach 1896–1978), a w 1979 roku zawody zostały przeniesione do Berlina. Była to impreza pierwszej kategorii, jedna z najważniejszych przed wielkoszlemowym turniejem Rolanda Garrosa. Po 2008 roku rozgrywki nie były przeprowadzane aż do 2021 roku, kiedy powróciły do kalendarza cyklu WTA Tour.

## Historia nazwy turnieju
| Rok  | Rok  | Nazwa                     |
| do   | 1972 | German Championships      |
| 1973 | 1988 | German Open               |
| 1989 | 1992 | Lufthansa Cup             |
| 1993 | 2000 | German Open               |
| 2001 | 2002 | Eurocard German Open      |
|      | 2003 | MasterCard German Open    |
|      | 2004 | Ladies German Open        |
|      | 2005 | Qatar Total German Open   |
| 2006 | 2008 | Qatar Telecom German Open |
| od   | 2021 | bett1open                 |

## Mecze finałowe

### Gra pojedyncza kobiet
| Rok               | Mistrzyni                                                       | Finalistka                                                      | Wynik                                                           |
| 2025              | Marketa Vondrousova                                             | Xinyu Wang                                                      | 7:6(10), 4:6, 6:2                                               |
| 2024              | Jessica Pegula                                                  | Anna Kalinska                                                   | 6:7(0), 6:4, 7:6(3)                                             |
| 2023              | Petra Kvitová                                                   | Donna Vekić                                                     | 6:2, 7:6(6)                                                     |
| 2022              | Uns Dżabir                                                      | Belinda Bencic                                                  | 6:3, 2:1 krecz                                                  |
| 2021              | Ludmiła Samsonowa                                               | Belinda Bencic                                                  | 1:6, 6:1, 6:3                                                   |
| 2009– 2020        | Turniej nie był rozgrywany                                      | Turniej nie był rozgrywany                                      | Turniej nie był rozgrywany                                      |
| 2008              | Dinara Safina                                                   | Jelena Diemientjewa                                             | 3:6, 6:2, 6:2                                                   |
| 2007              | Ana Ivanović                                                    | Swietłana Kuzniecowa                                            | 3:6, 6:4, 7:6(4)                                                |
| 2006              | Nadieżda Pietrowa                                               | Justine Henin-Hardenne                                          | 4:6, 6:4, 7:5                                                   |
| 2005              | Justine Henin-Hardenne                                          | Nadieżda Pietrowa                                               | 6:3, 4:6, 6:3                                                   |
| 2004              | Amélie Mauresmo                                                 | Venus Williams                                                  | walkower                                                        |
| 2003              | Justine Henin-Hardenne                                          | Kim Clijsters                                                   | 6:4, 4:6, 7:5                                                   |
| 2002              | Justine Henin                                                   | Serena Williams                                                 | 6:2, 1:6, 7:6(5)                                                |
| 2001              | Amélie Mauresmo                                                 | Jennifer Capriati                                               | 6:4, 2:6, 6:3                                                   |
| 2000              | Conchita Martínez                                               | Amanda Coetzer                                                  | 6:1, 6:2                                                        |
| 1999              | Martina Hingis                                                  | Julie Halard-Decugis                                            | 6:0, 6:1                                                        |
| 1998              | Conchita Martínez                                               | Amélie Mauresmo                                                 | 6:4, 6:4                                                        |
| 1997              | Mary Joe Fernández                                              | Mary Pierce                                                     | 6:2, 3:6, 6:2                                                   |
| 1996              | Steffi Graf                                                     | Karina Habšudová                                                | 4:6, 6:2, 7:5                                                   |
| 1995              | Arantxa Sánchez Vicario                                         | Magdalena Maleewa                                               | 6:4, 6:1                                                        |
| 1994              | Steffi Graf                                                     | Brenda Schultz-McCarthy                                         | 7:6(6), 6:4                                                     |
| 1993              | Steffi Graf                                                     | Gabriela Sabatini                                               | 7:6(3), 2:6, 6:4                                                |
| 1992              | Steffi Graf                                                     | Arantxa Sánchez Vicario                                         | 4:6, 7:5, 6:2                                                   |
| 1991              | Steffi Graf                                                     | Arantxa Sánchez Vicario                                         | 6:3, 4:6, 7:6(6)                                                |
| 1990              | Monica Seles                                                    | Steffi Graf                                                     | 6:4, 6:3                                                        |
| 1989              | Steffi Graf                                                     | Gabriela Sabatini                                               | 6:3, 6:1                                                        |
| 1988              | Steffi Graf                                                     | Helena Suková                                                   | 6:3, 6:2                                                        |
| 1987              | Steffi Graf                                                     | Claudia Kohde-Kilsch                                            | 6:2, 6:3                                                        |
| 1986              | Steffi Graf                                                     | Martina Navrátilová                                             | 6:2, 6:3                                                        |
| 1985              | Chris Evert-Lloyd                                               | Steffi Graf                                                     | 6:4, 7:5                                                        |
| 1984              | Claudia Kohde-Kilsch                                            | Kathleen Horvath                                                | 7:6(8), 6:1                                                     |
| 1983              | Chris Evert-Lloyd                                               | Kathleen Horvath                                                | 6:4, 7:6(3)                                                     |
| 1982              | Bettina Bunge                                                   | Kathy Rinaldi Stunkel                                           | 6:2, 6:2                                                        |
| 1981              | Regina Maršíková                                                | Ivanna Madruga-Osses                                            | 6:2, 6:1                                                        |
| 1980              | Turniej nie odbył się ze względu na rozgrywki Pucharu Federacji | Turniej nie odbył się ze względu na rozgrywki Pucharu Federacji | Turniej nie odbył się ze względu na rozgrywki Pucharu Federacji |
| 1979              | Caroline Stoll                                                  | Regina Maršíková                                                | 7:6(4), 6:0                                                     |
| ↑ Berlin ↑        |                                                                 |                                                                 |                                                                 |
| ↓ Hamburg ↓       |                                                                 |                                                                 |                                                                 |
| 1978              | Mima Jaušovec                                                   | Virginia Ruzici                                                 | 6:2, 6:3                                                        |
| 1977              | Laura DuPont                                                    | Heidi Eisterlenher                                              | 6:1, 6:4                                                        |
| 1976              | Sue Barker                                                      | Renáta Tomanová                                                 | 6:3, 6:1                                                        |
| 1975              | Renáta Tomanová                                                 | Kazuko Sawamatsu                                                | 7:6, 5:7, 10:8                                                  |
| 1974              | Helga Niessen Masthoff                                          | Martina Navrátilová                                             | 6:4, 5:7, 6:3                                                   |
| 1973              | Helga Niessen Masthoff                                          | Pat Walkden-Pretorius                                           | 6:4, 6:1                                                        |
| 1972              | Helga Niessen Masthoff                                          | Linda Tuero                                                     | 6:3, 3:6, 8:6                                                   |
| 1971              | Billie Jean King                                                | Helga Niessen Masthoff                                          | 6:3, 6:2                                                        |
| 1970              | Helga Schultze-Hösl                                             | Helga Niessen                                                   | 6:3, 6:3                                                        |
| 1969              | Judy Tegart                                                     | Helga Niessen                                                   | 6:3, 6:4                                                        |
| 1968              | Annette Van Zyl                                                 | Judy Tegart                                                     | 6:1, 7:5                                                        |
| Początek Ery Open |                                                                 |                                                                 |                                                                 |
| 1967              | Françoise Durr                                                  | Lesley Turner                                                   | 6:4, 6:4                                                        |
| 1966              | Margaret Smith                                                  | Maria Bueno                                                     | 8:6, 6:3                                                        |
| 1965              | Margaret Smith                                                  | Edda Buding                                                     | 6:3, 6:2                                                        |
| 1964              | Margaret Smith                                                  | Maria Bueno                                                     | 6:1, 6:1                                                        |
| 1963              | Renée Schuurman                                                 | Lesley Turner                                                   | 6:4, 1:6, 6:3                                                   |
| 1962              | Sandra Reynolds Price                                           | Ann Haydon                                                      | 4:6, 6:3, 7:5                                                   |
| 1961              | Sandra Reynolds                                                 | Yola Ramírez                                                    | 5:7, 7:5, 6:1                                                   |
| 1960              | Sandra Reynolds                                                 | Maria Bueno                                                     | 7:5, 8:6                                                        |
| 1959              | Edda Buding                                                     | Zsuzsa Körmöczy                                                 | walkower                                                        |
| 1958              | Lorraine Coghlan                                                | Shirley Bloomer                                                 | 6:4, 7:5                                                        |
| 1957              | Yola Ramírez                                                    | Rosie Reyes                                                     | 7:5, 6:3                                                        |
| 1956              | Thelma Coyne Long                                               | Silvana Lazzarino                                               | 7:5, 6:2                                                        |
| 1955              | Beryl Penrose                                                   | Erika Vollmer                                                   | 6:4, 6:4                                                        |
| 1954              | Joy Mottram                                                     | Inge Pohmann                                                    | 2:6, 7:5, 6:2                                                   |
| 1953              | Dorothy Knode                                                   | Joy Mottram                                                     | 6:0, 4:6, 6:4                                                   |
| 1952              | Dorothy Head                                                    | Erika Vollmer                                                   | 6:1, 6:3                                                        |
| 1951              | Nancye Bolton                                                   | Mary Terán de Weiss                                             | 6:3, 6:3                                                        |
| 1950              | Dorothy Head                                                    | Ursula Heidtmann                                                | 6:3, 6:0                                                        |
| 1949              | Mary Terán de Weiss                                             | Inge Pohmann                                                    | 6:2, 6:8, 9:7                                                   |
| 1948              | Ursula Rosenow                                                  | Inge Pohmann                                                    | 6:2, 8:6                                                        |
| 1940– 1947        | Turniej nie był rozgrywany                                      | Turniej nie był rozgrywany                                      | Turniej nie był rozgrywany                                      |
| 1939              | Hilde Sperling                                                  | Hella Kovac                                                     | 6:0, 6:1                                                        |
| 1938              | Hilde Sperling                                                  | Margot Lumb                                                     | 6:1, 6:0                                                        |
| 1937              | Hilde Sperling                                                  | Marie-Louise Horn                                               | 4:6, 6:2, 6:2                                                   |
| 1936              | Turniej nie był rozgrywany                                      | Turniej nie był rozgrywany                                      | Turniej nie był rozgrywany                                      |
| 1935              | Hilde Sperling                                                  | Cilly Aussem                                                    | 9:7, 6:0                                                        |
| 1934              | Hilde Sperling                                                  | Cilly Aussem                                                    | 6:2, 6:3                                                        |
| 1933              | Hilde Krahwinkel                                                | Sylvie Jung Henrotin                                            | 6:2, 6:1                                                        |
| 1932              | Lolette Payot                                                   | Hilde Krahwinkel                                                | 6:2, 1:6, 6:4                                                   |
| 1931              | Cilly Aussem                                                    | Irmgard Rost                                                    | 6:1, 6:2                                                        |
| 1930              | Cilly Aussem                                                    | Hilde Krahwinkel                                                | 6:4, 6:4                                                        |
| 1929              | Paula von Reznicek                                              | Violet Chamberlain                                              | 6:2, 4:6, 6:0                                                   |
| 1928              | Daphne Akhurst                                                  | Cilly Aussem                                                    | 2:6, 6:0, 6:4                                                   |
| 1927              | Cilly Aussem                                                    | Ilse Friedleben                                                 | 6:3, 6:3                                                        |
| 1926              | Ilse Friedleben                                                 | Nelly Neppach                                                   | 5:7, 6:4, 6:2                                                   |
| 1925              | Nelly Neppach                                                   | Ilse Friedleben                                                 | 2:6, 6:4, 10:8                                                  |
| 1924              | Ilse Friedleben                                                 | Nelly Neppach                                                   |                                                                 |
| 1923              | Ilse Friedleben                                                 | Nelly Neppach                                                   |                                                                 |
| 1922              | Ilse Friedleben                                                 | Nelly Neppach                                                   |                                                                 |
| 1921              | Ilse Friedleben                                                 | Daisy Uhl                                                       | 9:7, 6:1                                                        |
| 1920              | Ilse Friedleben                                                 |                                                                 |                                                                 |
| 1914– 1919        | Turniej nie był rozgrywany                                      | Turniej nie był rozgrywany                                      | Turniej nie był rozgrywany                                      |
| 1913              | Dorothea Köring                                                 |                                                                 | 6:4, 6:4                                                        |
| 1912              | Dorothea Köring                                                 |                                                                 | 6:2 6:2                                                         |
| 1911              | Mieken Rieck                                                    |                                                                 | 6:1, 4:6, 6:1                                                   |
| 1910              | Mieken Rieck                                                    |                                                                 | 6:1, 6:3                                                        |
| 1909              | Anita Heimann                                                   |                                                                 | 6:4, 0:6, 6:4                                                   |
| 1908              | Margit Madarász                                                 | Salusbury                                                       | 2:6, 6:4, 6:0                                                   |
| 1907              | Margit Madarász                                                 |                                                                 | 7:5, 0:6, 6:2                                                   |
| 1906              | Luise Berton                                                    |                                                                 | 4:6, 6:3, 6:1                                                   |
| 1905              | Elsie Lane                                                      | K. Krug                                                         | 6:0, 6:1                                                        |
| 1904              | Elsie Lane                                                      | L. Bergmann                                                     | 6:3, 6:0                                                        |
| 1903              | Violet Pinckney                                                 | Hilda Meyer                                                     | 6:2, 6:1                                                        |
| 1902              | Mary Ross                                                       | Hilda Meyer                                                     | 8:6, 6:0                                                        |
| 1901              | Toupie Lowther                                                  | Gladys Dudell                                                   | 6:0, 6:0                                                        |
| 1900              | Blanche Hillyard                                                | Muriel Robb                                                     | 2:6, 8:6, 7:5                                                   |
| 1899              | Charlotte Cooper                                                | Clara von der Schulenburg                                       | 7:5, 6:4                                                        |
| 1898              | Elsie Lane                                                      | Toupie Lowther                                                  | 7:5, 7:5                                                        |
| 1897              | Blanche Hillyard                                                | Charlotte Cooper                                                | 6:3, 6:2, 6:2                                                   |
| 1896              | Maren Thomsen                                                   | E. Lantzius                                                     | 6:3, 6:2, 7:5                                                   |

### Gra podwójna kobiet
| Rok               | Mistrzynie                                                      | Finalistki                                                      | Wynik                                                           |
| 2025              | Tereza Mihalikova Olivia Nicholls                               | Sara Errani Jasmine Paolini                                     | 4:6, 6:2, 10:6                                                  |
| 2024              | Wang Xinyu Zheng Saisai                                         | Chan Hao-ching Wieronika Kudiermietowa                          | 6:2, 7:5                                                        |
| 2023              | Caroline Garcia Luisa Stefani                                   | Kateřina Siniaková Markéta Vondroušová                          | 4:6, 7:6(8), 10–4                                               |
| 2022              | Storm Sanders Kateřina Siniaková                                | Alizé Cornet Jil Teichmann                                      | 6:4, 6:3                                                        |
| 2021              | Wiktoryja Azaranka Aryna Sabalenka                              | Nicole Melichar Demi Schuurs                                    | 4:6, 7:5, 10–4                                                  |
| 2009– 2020        | Turniej nie był rozgrywany                                      | Turniej nie był rozgrywany                                      | Turniej nie był rozgrywany                                      |
| 2008              | Liezel Huber Cara Black                                         | Nuria Llagostera Vives María José Martínez Sánchez              | 3:6, 6:2, 10:2                                                  |
| 2007              | Lisa Raymond Samantha Stosur                                    | Tathiana Garbin Roberta Vinci                                   | 6:3, 6:4                                                        |
| 2006              | Zheng Jie Yan Zi                                                | Jelena Diemientjewa Flavia Pennetta                             | 6:2, 6:3                                                        |
| 2005              | Jelena Lichowcewa Wiera Zwonariowa                              | Cara Black Liezel Huber                                         | 4:6, 6:4, 6:3                                                   |
| 2004              | Nadieżda Pietrowa Meghann Shaughnessy                           | Janette Husárová Conchita Martínez                              | 6:2, 2:6, 6:1                                                   |
| 2003              | Virginia Ruano Pascual Paola Suárez                             | Kim Clijsters Ai Sugiyama                                       | 6:3, 4:6, 6:4                                                   |
| 2002              | Jelena Diemientjewa Janette Husárová                            | Daniela Hantuchová Arantxa Sánchez Vicario                      | 0:6, 7:6(3), 6:2                                                |
| 2001              | Els Callens Meghann Shaughnessy                                 | Cara Black Jelena Lichowcewa                                    | 6:4, 6:3                                                        |
| 2000              | Conchita Martínez Arantxa Sánchez Vicario                       | Amanda Coetzer Corina Morariu                                   | 3:6, 6:2, 7:6(7)                                                |
| 1999              | Alexandra Fusai Nathalie Tauziat                                | Jana Novotná Patricia Tarabini                                  | 6:3, 7:5                                                        |
| 1998              | Lindsay Davenport Natalla Zwierawa                              | Alexandra Fusai Nathalie Tauziat                                | 6:3, 6:0                                                        |
| 1997              | Lindsay Davenport Jana Novotná                                  | Gigi Fernández Natalla Zwierawa                                 | 6:2, 3:6, 6:2                                                   |
| 1996              | Meredith McGrath Łarysa Neiland                                 | Martina Hingis Helena Suková                                    | 6:1, 5:7, 7:6(4)                                                |
| 1995              | Amanda Coetzer Inés Gorrochategui                               | Łarysa Neiland Gabriela Sabatini                                | 4:6, 7:6(3), 6:2                                                |
| 1994              | Gigi Fernández Natalla Zwierawa                                 | Jana Novotná Arantxa Sánchez Vicario                            | 6:3, 7:6(2)                                                     |
| 1993              | Gigi Fernández Natalla Zwierawa                                 | Debbie Graham Brenda Schultz                                    | 6:1, 6:3                                                        |
| 1992              | Łarysa Neiland Jana Novotná                                     | Gigi Fernández Natalla Zwierawa                                 | 7:6(5), 4:6, 7:5                                                |
| 1991              | Łarysa Neiland Natalla Zwierawa                                 | Nicole Bradtke Elna Reinach                                     | 6:3, 6:3                                                        |
| 1990              | Nicole Bradtke Elna Reinach                                     | Hana Mandlíková Jana Novotná                                    | 6:2, 6:1                                                        |
| 1989              | Elizabeth Smylie Janine Thompson                                | Lise Gregory Gretchen Magers                                    | 5:7, 6:3, 6:2                                                   |
| 1988              | Isabelle Demongeot Nathalie Tauziat                             | Claudia Kohde-Kilsch Helena Suková                              | 6:2, 4:6, 6:4                                                   |
| 1987              | Claudia Kohde-Kilsch Helena Suková                              | Catarina Lindqvist Tine Scheuer-Larsen                          | 6:1, 6:2                                                        |
| 1986              | Steffi Graf Helena Suková                                       | Martina Navrátilová Andrea Temesvári                            | 7:5, 6:2                                                        |
| 1985              | Claudia Kohde-Kilsch Helena Suková                              | Steffi Graf Catherine Tanvier                                   | 6:4, 6:1                                                        |
| 1984              | Anne Hobbs Candy Reynolds                                       | Kathleen Horvath Virginia Ruzici                                | 6:3, 4:6, 7:6(11)                                               |
| 1983              | Jo Durie Anne Hobbs                                             | Claudia Kohde-Kilsch Eva Pfaff                                  | 6:4, 7:6(2)                                                     |
| 1982              | Liz Gordon Beverly Mould                                        | Bettina Bunge Claudia Kohde-Kilsch                              | 6:3, 6:4                                                        |
| 1981              | Rosalyn Fairbank Tanya Harford                                  | Sue Barker Renáta Tomanová                                      | 6:3, 6:4                                                        |
| 1980              | Turniej nie odbył się ze względu na rozgrywki Pucharu Federacji | Turniej nie odbył się ze względu na rozgrywki Pucharu Federacji | Turniej nie odbył się ze względu na rozgrywki Pucharu Federacji |
| 1979              | Rosie Casals Wendy Turnbull                                     | Evonne Goolagong Cawley Kerry Reid                              | 6:2, 7:5                                                        |
| ↑ Berlin ↑        |                                                                 |                                                                 |                                                                 |
| ↓ Hamburg ↓       |                                                                 |                                                                 |                                                                 |
| 1978              | Mima Jaušovec Virginia Ruzici                                   | Katja Ebbinghaus Helga Niessen Masthoff                         | 6:4, 5:7, 6:0                                                   |
| 1977              | Linky Boshoff Ilana Kloss                                       | Regina Maršíková Renáta Tomanová                                | 2:6, 6:4, 7:5                                                   |
| 1976              | Linky Boshoff Ilana Kloss                                       | Laura DuPont Wendy Turnbull                                     | 4:6, 7:5, 6:1                                                   |
| 1975              | Turniej nie odbył się                                           | Turniej nie odbył się                                           | Turniej nie odbył się                                           |
| 1974              | Raquel Giscafre Helga Schultze-Hösl                             | Martina Navrátilová Renáta Tomanová                             | 6:3, 6:2                                                        |
| 1973              | Helga Niessen Masthoff Heide Orth                               | Kremmer Laura Rossouw                                           | 6:1, 6:2                                                        |
| 1972              | Helga Niessen Masthoff Heide Orth                               | Wendy Overton Valerie Ziegenfuss                                | 6:3, 2:6, 6:0                                                   |
| 1971              | Rosie Casals Billie Jean King                                   | Helga Niessen Masthoff Heide Orth                               | 6:2, 6:1                                                        |
| 1970              | Karen Krantzcke Kerry Melville                                  | Winnie Shaw Virginia Wade                                       | 6:0, 6:1                                                        |
| 1969              | Helga Niessen Masthoff Judy Tegart                              | Edda Buding Helga Schultze-Hösl                                 | 6:1, 6:4                                                        |
| 1968              | Annette Van Zyl Pat Walkden                                     | Winnie Shaw Judy Tegart                                         | 6:3, 7:5                                                        |
| Początek Ery Open |                                                                 |                                                                 |                                                                 |
| 1967              | Judy Tegart Lesley Turner                                       | Françoise Durr Gail Sherriff                                    | 8:6, 6:1                                                        |
| 1966              | Ann Haydon-Jones Margaret Smith                                 | Norma Baylon Annette Van Zyl                                    | 6:3, 6:2                                                        |
| 1965              | Margaret Smith Lesley Turner                                    | Maria Bueno Françoise Durr                                      | 6:3, 6:1                                                        |
| 1964              | Margaret Smith Lesley Turner                                    | Norma Baylon Helga Schultze                                     | 6:2, 3:6, 6:2                                                   |
| 1962– 1963        | Brak danych                                                     | Brak danych                                                     | Brak danych                                                     |
| 1961              | Sandra Reynolds Renee Schuurman                                 | Margaret Smith Lesley Turner                                    | 7:5, 6:4                                                        |